# Mit einem Bein im Leben
Mit einem Bein im Leben ist ein Roman der deutschen Schriftstellerin Cordula Zickgraf und erschien 1987. Er handelt von der jungen Andrea, die als aktive Jugend-Sportlerin durch einen Verkehrsunfall ein Bein verliert und sich mit der nun völlig veränderten Lage zurechtfinden muss. Für das Werk erhielt Zickgraf die Eule des Monats.

## Handlung
Die junge Andrea Kolb aus Neustadt ist ein sehr aktives Mädchen: Sie hört in ihrer Freizeit gerne die Gruppen AC/DC und Pink Floyd, vor allem aber ist der Sport ihre große Leidenschaft. Nicht nur begeistert sie sich für alles, was damit zu tun hat, sondern sie ist auch selbst aktiv. Der Trainer ihres Sportvereins will sie aufgrund ihrer herausragenden Leistungen sogar für die deutschen Jugend-Leichtathletik-Meisterschaften vorbereiten. Doch das Glück zerbricht jäh: Auf dem Heimweg übersieht Andrea auf dem Fahrrad beim Abbiegen einen Lastwagen und gerät in diesen.
Sie wird in das Krankenhaus gebracht und verliert als Folge dessen ein Bein. Zwar wird es, wie es heißt, mit einer Beinprothese möglich sein, dass sie wieder gehen und vielleicht auch laufen kann, aber ihre sportliche Karriere ist damit zerstört. Nicht nur das macht dem jungen Mädchen zu schaffen, sie fürchtet auch, dass sie nun als Krüppel zukünftig für Männer uninteressant bleiben wird und fortan alleine leben muss. Ihr Freund Michael, der sie im Krankenhaus besucht, meint zwar, dass es ihm nichts ausmacht, wenn sie ein Bein verloren hat, da es an seinen Gefühlen nichts ändert, in den Ferien hat er jedoch eine Stelle in England bekommen, wo er sein bislang schlechtes Englisch verbessern will. Insgeheim denkt er sich jedoch, dass es gut ist, erst einmal etwas Abstand zu halten, um sich in der Sache klar zu werden. Andrea erhält eine Prothese für ihr Bein, die ihrem Stumpf jedoch immer wieder bei zu langem Tragen Schmerzen verursacht. Zudem hat sie immer wieder Phantomschmerzen, denkt, dass sie ihre Zehen am amputierten Bein noch fühlen kann. Immer wieder hat Andrea den Gedanken, nicht mehr leben zu wollen. Besuch erhält sie im Krankenhaus auch von einem Vikar, der ihr geistlichen Beistand anbietet, diesen fertigt sie jedoch schroff ab. Der Geistliche lässt ihr dennoch seine Karte zurück, falls sie doch Interesse an einem Gespräch hat.
Sie wird aus dem Krankenhaus entlassen und in das 60 Kilometer von Neustadt entfernte Heiligenberg gebracht: Dort befindet sich eine Einrichtung für Menschen mit körperlichen Behinderungen, die wieder fit für das Leben gemacht werden sollen. Andrea besitzt zuerst starke Abneigungen gegen einen längeren Aufenthalt darin, findet sich schließlich jedoch damit ab. Sie lernt dort die Studentin Carmen Roth kennen, der ebenfalls ein Bein abgenommen werden musste, weil sie einen bösartigen Knochentumor besaß. Ob dieser aber vollständig entfernt wurde, ist noch unsicher, es besteht die Gefahr, dass sich der Tumor weiter ausgebreitet hat und auch das zweite Bein betroffen sein könnte. Carmen lenkt sich dadurch von ihren Sorgen ab, dass sie sehr viel lernt, um ihr Studium zu bestehen. Sie konfrontiert Andrea mit der Wahrheit, dass diese nie mehr an ihre früheren Erfolge anschließen werde – es sei aber besser, sich dies möglichst früh klarzumachen. Dies trifft Andrea zwar hart, allerdings muss sie bald einsehen, dass es stimmt. In Heiligenberg lernt Andrea schließlich noch Tom kennen, ebenfalls einen Studenten, der im Rollstuhl sitzt, weil er seit einem Unfall querschnittsgelähmt ist. Sie findet ihn sehr nett und ist beeindruckt davon, wie Tom mit seiner Behinderung umgeht und versucht, das Leben zu genießen. Doch im Gegensatz zu Andrea, die mit der Prothese ein mehr oder weniger normales Leben wieder führen können wird, weiß Tom nur zu gut, dass er immer auf die Hilfe anderer Menschen angewiesen sein wird – sein Leben lang. Die Erfahrungen mit anderen Menschen machen Andrea deutlich, dass ihr Schicksal deutlich weniger schlimm ist als das vieler anderer Menschen nach einem Unfall.
Als sie Heiligenberg verlassen muss, fällt es ihr schwer, da sie sich gut eingelebt hatte. Vor allem findet sie es schade, Tom, mit dem sie sich sehr gut verstanden hat, nun wieder zu verlassen. Sie geht wieder zur Schule, muss allerdings die Klasse wiederholen, da sie lange Zeit gefehlt hat. Ihr fällt es nicht leicht, sich in die neue Klasse einzufügen, vor allem denkt sie, dass viele Menschen nur freundlich zu ihr sind, weil sie körperlich behindert ist, auch wenn man ihr dies nicht wirklich ansieht. Dass ihre Schwester sich verlobt hat, trifft sie ebenfalls sehr.
Überraschend bekommt die Klasse einen neuen Religionslehrer, Herrn Bertram, der sich als jener Vikar herausstellt, der Andrea im Krankenhaus aufgesucht hatte. Obwohl sie sich anfangs dafür schämt, diesen damals so schroff abgefertigt zu haben, entwickelt sich ein positiver Umgang zwischen beiden. Bertram rät ihr auch, sich ein neues Hobby zuzulegen, etwa ein Musikinstrument. Andrea fängt schließlich mit dem Klavierspielen an, was ihr gut tut, da sie dort Lob von ihrem Lehrer erhält, der nichts von ihrem amputierten Bein weiß. Bertram lädt Andrea nach Hause zu seiner Familie ein, wo sich Andrea sehr wohl fühlt.
Sie schreibt schließlich Tom einen Brief nach Heiligenberg, wo sie diesen fragt, ob er Lust hätte, sie bei ihr in Neustadt zu besuchen. Tom freut sich in seiner Antwort, äußert jedoch bedenken, dass dies mit seinem Rollstuhl einige Probleme mit sich bringe. Der Verlobte von Andreas Schwester, der Erfahrung im Pflegebereich hat, hilft schließlich, Tom abzuholen und in die Wohnung zu bringen. Vater Kolb, der zunächst mit der Lage nicht umzugehen weiß, wächst schließlich auch über sich hinaus, indem er etwa dabei hilft, Tom zur Toilette zu bringen. Andrea ist sehr froh über die paar Tage, die Tom bei ihnen ist. Sie merkt, dass dieser ihr sehr sympathisch ist, und findet es schade, als er wieder nach Heiligenberg zurück muss. Ihr Vater meint jedoch, dass man Tom gerne wieder einmal zu sich holen könne, das sei alles kein Problem.
Andrea macht sich nun auch wieder stärker Gedanken über ihre Zukunft. Sie will die Schule nicht weiter bis zum Abitur machen, sondern nach dem Abschluss der jetzigen Klasse sich um eine Ausbildung zur Sekretärin bemühen. Ihr Vater hatte ihr dies vorgeschlagen. Nach Ende des Schuljahres begibt sich die Familie in den Urlaub nach Dänemark. Andrea hat inzwischen weniger Probleme mit ihrer Prothese. Während die Familie sich auf einem Zeltplatz erholt, schreibt Andrea Tom einen Brief. Dort berichtet sie, wie es ihr geht und was ihre Pläne für die Zukunft sind. Sie meint, dass sie sich freuen würde, wenn sie sich bald wieder sehen würden, und schreibt am Ende noch, dass Tom damals recht hatte, dass man, egal wie schlimm es einen getroffen hat, doch wieder Freude am Leben findet: „Lieber leben mit einem Bein als tot mit beiden!“

## Ausgaben
- Cordula Zickgraf: Mit einem Bein im Leben, dtv junior, 5. Auflage, München 1995.